# Dendrochilum hosei
Dendrochilum hosei är en orkidéart som beskrevs av Jeffrey James Wood. Dendrochilum hosei ingår i släktet Dendrochilum och familjen orkidéer. Inga underarter finns listade i Catalogue of Life.